# Поло (Іллінойс)
Поло (англ. Polo) — місто (англ. city) в США, в окрузі Оґл штату Іллінойс. Населення — 2291 особа (2020).

## Географія
Поло розташоване за координатами 41°59′5″ пн. ш. 89°34′44″ зх. д. / 41.98472° пн. ш. 89.57889° зх. д. (41.984689, -89.578788).  За даними Бюро перепису населення США в 2010 році місто мало площу 3,51 км², уся площа — суходіл.

## Демографія
Згідно з переписом 2010 року, у місті мешкало 2355 осіб у 988 домогосподарствах у складі 620 родин. Густота населення становила 671 особа/км².  Було 1091 помешкання (311/км²).
Расовий склад населення:
| - 97,4 % — білих - 0,8 % — чорних або афроамериканців - 0,2 % — корінних американців - 0,2 % — азіатів |

До двох чи більше рас належало 1,1 %. Частка іспаномовних становила 2,5 % від усіх жителів.
За віковим діапазоном населення розподілялося таким чином: 23,4 % — особи молодші 18 років, 57,7 % — особи у віці 18—64 років, 18,9 % — особи у віці 65 років та старші. Медіана віку мешканця становила 41,4 року. На 100 осіб жіночої статі у місті припадало 87,6 чоловіків;  на 100 жінок у віці від 18 років та старших — 87,0 чоловіків також старших 18 років.
Середній дохід на одне домашнє господарство  становив 57 424 долари США (медіана — 42 361), а середній дохід на одну сім'ю — 69 435 доларів (медіана — 56 538). За межею бідності перебувало 11,3 % осіб, у тому числі 13,4 % дітей у віці до 18 років та 9,7 % осіб у віці 65 років та старших.
Цивільне працевлаштоване населення становило 947 осіб. Основні галузі зайнятості: освіта, охорона здоров'я та соціальна допомога — 23,9 %, виробництво — 15,6 %, роздрібна торгівля — 13,8 %.